# Owen Williams (rugby à XV, 1992)
Pour les articles homonymes, voir Owen Williams et Williams.

a Compétitions nationales et continentales officielles uniquement.

b Matchs officiels uniquement.
Dernière mise à jour le 8 août 2025.
Owen Williams, né le 27 février 1992 à Neath (pays de Galles), est un joueur international gallois de rugby à XV évoluant aux postes de demi d'ouverture ou de centre.
En club, il commence sa carrière en 2010 avec le club gallois de Llanelli RFC dans le cadre de la Welsh Premiership, compétition qu'il remporte en 2011. Il joue également en Pro12 lors de la saison 2012-2013 avec la province galloise des Scarlets. Par la suite, il fait son départ en Angleterre après cette saison et signe pour les Leicester Tigers en Premiership, où il reste jusqu'en 2017 et avec qui il remporte une Coupe anglo-galloise lors de sa dernière année au club. Ensuite, il reste en Angleterre et rejoint le club de Gloucester Rugby jusqu'en 2020. En 2021, il tente une expérience lucrative au Japon, chez les NTT-Docomo Red Hurricanes Osaka évoluant en Top League, qui tourne court en raison de la pandémie de Covid-19. Après cet exil en Asie, il fait son retour en Angleterre au sein des Worcester Warriors mais son nouveau club est contraint de déposer le bilan et il se retrouve sans club à l'automne 2022. Il retourne au pays de Galles et signe pour les Ospreys en décembre de la même année.
Au niveau international, il représente tout d'abord l'équipe du pays de Galles des moins de 20 ans en 2012, avant de devenir international gallois en 2017.

## Biographie

### Jeunesse et formation
Owen Williams naît à Neath au pays de Galles. Il commence la pratique du rugby à XV au sein du club d'Ystradgynlais RFC (en). Plus tard, il rejoint les catégories de jeunes des Ospreys, avant d'intégrer la formation des Scarlets en 2010 pour un contrat development (espoir) de trois ans,.
Côté sélection nationale de jeunes, il est retenu par la sélection des moins de 18 ans avant son arrivée aux Scarlets.
Durant sa jeunesse, il est scolarisé au sein de l'Ysgol Gymraeg Ystalyfera (en) dans le borough de comté de Neath Port Talbot.
Il évolue principalement au poste de demi d'ouverture mais peut également jouer en tant que premier centre.

### Début de carrière avec Llanelli et les Scarlets (2010-2013)
Owen Williams commence sa carrière senior avec le club de Llanelli RFC, en Welsh Premiership, avec qui il fait ses débuts l'année de ses dix-huit ans, en 2010. Par la suite, il est également retenu avec les Scarlets, la première fois en février 2011 pour un match de Coupe anglo-galloise face aux Newport Gwent Dragons contre qui il fait ses débuts professionnels en tant que titulaire à l'ouverture,. Dans cette équipe, il se retrouve en concurrence avec de nombreux ouvreurs, dont Rhys Priestland qui est l'ouvreur titulaire de la sélection galloise, et peine à obtenir du temps de jeu, le faisant évoluer principalement avec le Llanelli RFC. Lors de la saison 2010-2011, il remporte la Welsh Premiership avec son club, bien qu'il ne dispute pas la finale de la compétition où son équipe bat le Pontypridd RFC 24 à 18,.
Durant le printemps 2012, il est retenu par l'équipe du pays de Galles des moins de 20 ans pour participer au Tournoi des Six Nations de la catégorie. L'été suivant, il fait ensuite partie du groupe gallois pour le Championnat du monde junior 2012, où ils terminent à la troisième place en battant l'Argentine 25 à 17,.
C'est à partir de la saison 2012-2013, qu'il commence vraiment à jouer avec les Scarlets, prenant part à treize rencontres, dont douze en tant que titulaire, et inscrivant 151 points toutes compétitions confondues. Avec le Llanelli RFC, il est finaliste de la Welsh Premiership durant la saison, mais ne participe encore une fois pas à la finale. Malgré l'augmentation de son temps de jeu, il reste le troisième choix à l'ouverture chez les Scarlets, de ce fait il est annoncé qu'il va donc quitter le pays de Galles à la fin de cette saison et de son contrat development,.

### Départ en Angleterre à Leicester et débuts internationaux (2013-2017)
Owen Williams rejoint l'Angleterre et signe aux Leicester Tigers. Malgré des débuts en tant que remplaçant, il s'impose au fil de la saison comme la première option au poste d'ouvreur devant l'expérimenté Toby Flood notamment, poussant ce dernier à jouer au poste de centre ou sur le banc et à partir du club en fin de saison. Il termine la saison en tant que meilleur réalisateur de son équipe avec 187 points inscrits au pied. En récompense de sa bonne saison, il est pressenti pour être retenu pour la première fois en équipe du pays de Galles, lors des test matchs estivaux, mais une suspension l'empêche de faire partir du groupe retenu.
La saison suivante, l'arrivée de Freddie Burns le pousse au poste de premier centre lors des deux premiers mois mais il retrouve sa position d'ouvreur par la suite,. En décembre 2014, il inscrit vingt des vingt-cinq points de son équipe lors d'un match de Coupe d'Europe, permettant la victoire de son équipe 25 à 21 sur le double champion d'Europe en titre le RC Toulon. Le même mois, son ancienne province des Scarlets veut le faire revenir pour la saison prochaine, cependant il prolonge finalement son contrat avec les Tigers pendant le mois de janvier,. Toutefois, un mois plus tard, il se blesse sérieusement, lors d'un match de Coupe anglo-galloise face aux Cardiff Blues, au ligament croisé antérieur le rendant forfait pour environ neuf mois et donc pour le reste de la saison.
Finalement, il fait son retour dès le mois d'octobre et délivre de bonnes performances, recevant les éloges de son entraineur, Richard Cockerill, qui considère qu'il a des chances d'être sélectionné par le pays de Galles selon lui. Cependant, en janvier il subit une fracture de la mâchoire et il est indisponible pour huit semaines supplémentaires. Il rejoue en mars mais n'est plus vraiment le titulaire à l'ouverture, alternant entre ses deux postes ainsi que le banc des remplaçants, en fin de saison il a pris part à vingt rencontres, dont douze en tant que titulaire, pour 112 points marqués.
Pendant la saison 2016-2017, il retrouve un bon niveau, en septembre il contribue à la victoire 34 à 14 de son équipe contre Bath Rugby, jusque-là invaincu en Premiership, en inscrivant dix-sept points au pied soit la moitié des points de son équipe. Trois mois plus tard, il récidive, cette fois-ci en Coupe d'Europe, face au Munster où il inscrit les dix-huit points de son équipe au pied dont la pénalité de la gagne à la 79e minute de jeu permettant aux Tigers de s'imposer 18 à 16 après avoir encaissé un 38 à 0 contre cette même équipe la semaine précédente. En janvier, il est annoncé qu'il rejoint Gloucester Rugby, toujours dans le championnat anglais, à partir de la saison suivante. Deux mois plus tard, il remporte la Coupe anglo-galloise face aux Exeter Chiefs. Il réalise sa saison la plus complète avec Leicester, prenant part à trente rencontres toutes compétitions confondues, dont vingt-deux comme titulaire, et inscrivant 157 points. En mai 2017, il est appelé par le sélectionneur du pays de Galles, Warren Gatland. Il fait alors ses débuts internationaux le 16 juin en tant que remplaçant, contre l'équipe des Tonga.

### Transfert à Gloucester (2017-2020)
Owen Williams ne fait ses débuts avec Gloucester Rugby qu'à partir de la cinquième journée de Premiership, contre les Sale Sharks en tant que remplaçant, en raison d'une blessure au dos,. Dès la semaine suivante, il est titulaire à l'ouverture pour affronter les Northampton Saints à domicile dans le Kingsholm Stadium. Fin octobre, il est tout d'abord appelé pour disputer les tests de fin d'année avec le XV du Poireau,, puis il permet à son équipe de glaner sa première victoire de la saison à l'extérieur sur le terrain de Bath Rugby, en inscrivant la transformation gagnante à la 86e minute pour s'imposer d'un point 22 à 21. Le mois suivant, il est titularisé au poste de premier centre contre l'Australie puis la Nouvelle-Zélande où il est l'auteur de performances prometteuses. En deuxième partie de saison, il perd en temps de jeu car l'encadrement de son club lui préfère Billy Burns, puis il se blesse et manque notamment la finale, perdue, de Challenge européen de son club. Pour sa première saison à Gloucester Rugby, il dispute quinze matchs et inscrit soixante-dix-sept points.
Dès le début de la saison suivante, il est peu sollicité par son club en raison notamment de l'arrivée de Danny Cipriani au poste d'ouvreur, de plus, il n'est pas retenu pour tests de fin d'année avec le pays de Galles à cause de son manque de temps de jeu et également de l'émergence d'Hadleigh Parkes au poste de premier centre. En décembre, il retrouve du temps de jeu en étant titulaire au poste de premier centre puis de demi d'ouverture à la suite de la blessure de Cipriani. Cependant, à partir de février il retrouve le banc et ne joue plus aucune rencontre après la seizième journée de Premiership en raison d'une sérieuse blessure au genou, le rendant forfait pour le reste de la saison et également pour la Coupe du monde. Cette saison, il prend part à dix-huit rencontres mais seulement huit comme titulaire.
En raison de sa blessure, il rate alors toute la première partie de saison et ne fait son retour qu'à partir de janvier 2020 contre Bath Rugby. Il enchaine alors trois autres rencontres durant ce mois et il est également retenu pour le Tournoi des Six Nations 2020, trois ans après sa dernière sélection. Il est annoncé sur le banc lors de la deuxième journée face à l'Irlande, mais finalement il se blesse à l'entrainement, l'obligeant à déclarer forfait, et est indisponible pour le reste de la compétition. Il ne rejoue pas avec Gloucester en raison de la pandémie de Covid-19 puis de la fin de son contrat.

### Courte expérience au Japon et retour en Angleterre aux Worcester Warriors (2021-2022)
Owen Williams signe alors un contrat très lucratif avec le club japonais des NTT-Docomo Red Hurricanes Osaka évoluant en Top League, de ce fait il n'est plus éligible pour la sélection galloise car il faut avoir un minimum de soixante sélections pour être sélectionné à l'étranger. Les Ospreys et les Dragons ont tentés de le recruter mais il a préféré rejoindre le Japon où il retrouve son ancien entraineur à Gloucester Rugby, Johan Ackermann. Son expérience là-bas est alors perturbée par la pandémie de Covid-19. Il dispute son premier match au Japon en février 2021 contre les NEC Green Rockets, il inscrit treize points au pied et contribue à la victoire 38 à 19 de son équipe. Le mois suivant, il joue son second et dernier match là-bas, son équipe est défaite 26 à 13 par les Panasonic Wild Knights.
En avril 2021, il est annoncé qu'il signe pour les Worcester Warriors à partir de la saison 2021-2022, actant son retour en Angleterre. Toutefois, il n'est toujours pas éligible pour jouer avec le pays de Galles. Il fait ses débuts dès la première journée de Premiership en tant que titulaire où il inscrit onze points, contribuant à la victoire avec bonus offensif de son équipe face aux London Irish. Il dispute également les deux journées suivantes en tant que titulaire mais se blesse lors de la dernière en tapant une pénalité. Il ne fait son retour qu'à la fin janvier en disputant une rencontre puis ne rejoue pas de la saison.
Lors du début de la saison suivante, il dispute les deux premières journées de Premiership avant que son club ne soit placé en redressement judiciaire, entraînant le licenciement des joueurs et du personnel. Son contrat avec le club anglais se termine donc le 5 octobre 2022 et il se retrouve sans club.

### Rebond avec les Ospreys et retour sur la scène internationale (2022-2025)
Finalement, en décembre, Owen Williams retourne au pays de Galles neuf ans après son départ et fait également son retour aux Ospreys, où il a évolué dans les catégories de jeunes, en tant que joker médical à court terme de Gareth Anscombe et Stephen Myler. Il dispute son premier match quelques jours après en Champions Cup face à son ancien club des Leicester Tigers où il fait son entrée en fin de rencontre. La semaine suivante, il enchaine directement en tant que titulaire à l'ouverture face au Montpellier HR où les Ospreys réussissent à s'imposer à l'extérieur. Il s'établit alors comme le demi d'ouverture titulaire de sa nouvelle équipe, début janvier contre Cardiff Rugby, en United Rugby Championship, il inscrit son premier essai ainsi que sept points au pied dont la pénalité de la gagne en fin de match alors que les deux équipes sont à égalité, permettant de gagner 22 à 19 à l'extérieur. Deux semaines plus tard, il réalise une nouvelle bonne performance contre le Montpellier HR et le lendemain, trois ans après sa dernière convocation, le sélectionneur du XV du Poireau, Warren Gatland qui a fait son retour à la tête de la sélection galloise, le sélectionne pour le Tournoi des Six Nations 2023, étant éligible du fait de son retour au pays de Galles. Trois jours après sa convocation, il assure la transformation de la gagne à la 92e minute, après l'essai de son coéquipier Jac Morgan, permettant à son équipe de s'imposer 27 à 26 sur la pelouse des Leicester Tigers et de se qualifier pour les huitièmes de finale de la compétition. Début février, il fait alors ses débuts dans le Tournoi, disputant quatre des cinq journées dont la troisième et la quatrième en tant que titulaire au poste de demi d'ouverture,,,. Le Tournoi de son équipe est cependant décevant, elle gagne seulement une rencontre face à l'Italie. Par la suite, il signe une prolongation de contrat avec les Ospreys durant le mois d'avril, récompensant ses bonnes performances depuis son arrivée. Le mois suivant, Warren Gatland le convoque dans une pré-liste de 54 joueurs pour préparer la Coupe du monde 2023. Fin juin, il ne fait pas le voyage avec le groupe gallois qui part faire un stage en Suisse pour des raisons personnelles. Mi-juillet suivant, il ne fait à nouveau pas partie du groupe qui prend part à un stage en Turquie, la Fédération galloise ne communique pas sur les raisons de sa non convocation.
Finalement, en août, il ne fait pas partie du groupe amené à disputer la compétition. En octobre suivant, lors de la deuxième journée du United Rugby Championship, il inscrit notamment une pénalité cruciale en fin de match permettant à son équipe d'accroître son avance au tableau d'affichage pour finalement s'imposer de seulement trois points 34 à 31 face au Zebre. La journée suivante, il subit une blessure aux ischio-jambiers contre les Sharks qui le contraint à sortir peu de temps avant la vingtième minute et qui l'éloigne des terrains pour plusieurs semaines. Il fait son retour sur les terrains un mois plus tard. En janvier 2024, il n'est pas sélectionné dans le groupe gallois pour le Tournoi des Six Nations, Warren Gatland lui préfère Sam Costelow, Ioan Lloyd ou encore Cai Evans. De retour avec les Ospreys, ils sont éliminés en quart de finale de Challenge Cup par son ancien club de Gloucester Rugby puis en quart de finale d'URC par le Munster, il est titulaire lors deux rencontres,. Cette saison-là, il dispute seize matchs, onze comme titulaire, et inscrit cinquante-quatre points.
Lors de la saison 2024-2025, il dispute sa dernière saison avec les Ospreys. En cours de saison, il est annoncé qu'il signe avec le club français du Stade niçois (futur Nissa Rugby), relégué en Nationale (troisième division), à compter de la saison 2025-2026. Durant cette dernière saison au pays de Galles, il joue quinze matchs, connaissant neuf titularisations, pour trente-sept points inscrits.

## Statistiques

### En équipe nationale
Owen Williams compte huit capes en équipe du pays de Galles, dont cinq en tant que titulaire, depuis sa première sélection le 16 juin 2017 face à aux Tonga. Il inscrit dix points, deux pénalités et deux transformations.

## Palmarès
- Vainqueur du Championnat du pays de Galles en 2011 avec l' Llanelli RFC.
- Finaliste du Championnat du pays de Galles en 2013 avec le Llanelli RFC.
- Vainqueur de la Coupe anglo-galloise en 2017 avec les Leicester Tigers.